# Ursus 6614
Ursus 6614 – ciągnik postlicencyjny produkowany w ZPC Ursus.

## Dane techniczne
Klasa ciągnika - 1,4.
Silnik:
- Typ: Ursus T4390
- Kompletacja: 87118, 87119
- Rodzaj: wysokoprężny, turbodoładowany
- Moc według DIN 70020 - 68 kW (92,5 KM) przy 2200 obr./min
- Liczba cylindrów: 4
- Rodzaj wtrysku - bezpośredni
- Średnica cylindra / skok tłoka - 98,43 / 127 mm
- Pojemność skokowa: 3865 cm³
- Filtr powietrza - suchy FNZ-620 lub FHG 080265 Cyclopac
- Układ chłodzenia silnika - chłodnica rurkowo—płytkowa

Układ napędowy:
- Sprzęgło główne - cierne, tarczowe, suche jednostopniowe, sterowane mechanicznie, z ciągłym przepływem mocy na WOM
- Skrzynia przekładniowa - mechaniczna z kołami o stałym zazębieniu, synchronizowana (2-3 bieg) z reduktorem planetarnym, z przełożeniem skrzyni: wysokim (H) 0,967:1 i niskim (L) 1,222:1 przełączanymi synchronizatorem 0114x4G Graziano
- Liczba biegów przód/tył: 12/4
- Wał odbioru mocy - niezależny z wielotarczowym sprzęgłem i hamulcem
- Prędkość obrotowa końcówki WOM przy obrotach silnika - 540 przy 1993, 1000 przy 2000
- Minimalna moc z WOM przy znamionowej prędkości obrotowej silnika mierzona według PN-92/R-36151/01 - 58,2 kW
- Jednostkowe zużycie paliwa przy mocy z WOM jak wyżej 263+7% g/kWh

Układ hamulcowy
- Hamulce robocze (nożne), rodzaj - niezależne, tarczowe, mokre, działa tylko na koła tylne
- Sposób sterowania - mechaniczny, pedałami

Układy jezdne:
- Przedni most - wahliwy nieresorowany
- Przekładnia główna - stożkowa Gleasona
- Mechanizm różnicowy - planetarny o kołach stożkowych z dwoma satelitami
- Blokada mechanizmu różnicowego - kłowa, włączana hydraulicznie
- Zwolnice - planetarne z 3 satelitami
- Dopuszczalne obciążenie statyczne osi - 10 000 kN
- Koła przednie - 380/70R24
- Maksymalna nośność opony - 1765 kg przy 160 kPa,
- Rozstaw kół - 1510, 1670, 1760, 1810, 1920, 2070 mm
- Tylny most - przekładnia główna stożkowa Gleasona,
- Mechanizm różnicowy - planetarny o kołach stożkowych z 4 satelitami
- Blokowanie mechanizmu różnicowego - mechaniczne pedałem
- Zwolnice - planetarne z 3 satelitami
- Dopuszczalne statyczne obciążenie tylnego mostu przy rozstawie kół 1500 mm - 7000 kg
- Koła tylne - 480/70R34
- Maksymalna nośność opony - 4090 kg przy 200 kPa i 10 km/h
- Rozstaw kół - 1515, 1670, 1820, 1950, 2110, 2260 mm

Układ hydrauliki siłowej:
- Rodzaj podnośnika - tłokowy z regulacjami: siłową, pozycyjną oraz szybkości reakcji lub z EHR Bosch
- System regulacji automatycznej - górnozaczepowy
- Ciśnienie nominalne w układzie hydrauliki zewnętrznej	- 16,0 MPa
- Typ pompy hydraulicznej podnośnika / pomocniczej - tłoczkowa, 4 cylindrowa z regulowaną wydajnością / zębata
- Wydajność pomp hydraulicznych min. 24,5 lub 21,5 dla EHR - pompa podnośnika, min. 36,0 - pompa tandem min. 60,0 lub 57 dla EHR - połączone wydajności
- Maksymalne ciśnienie w układzie hydrauliki zewnętrznej - MPa 19
- Moc hydrauliczna na szybkozłączu kW - 7,0 z pompy podnośnika, 9,5 z pompy tandem lub 16,5 przy połączonych wydajnościach pomp
- Liczba wyjść hydrauliki zewnętrznej - 4

Układy przyłączeniowo-zaczepowe:
- TUZ Kategoria według PN-ISO 730-1+AC1 - 2
- Maksymalny udźwig na cięgłach dolnych - 3850 kg — z 2 siłownikami pomocniczymi
- Maksymalny czas podnoszenia - 3 s
- Górny zaczep transportowy według PN-87/R-36113 - widełkowy z amortyzatorem gumowym
- Zaczep rolniczy według PN-82/ R-36107 - wysuwany lub wychylny

Układ kierowniczy:
- Rodzaj - hydrostatyczny
- Liczba obrotów koła kierownicy (od zderzaka do zderzaka) - 3,9 w prawo 4,7 w lewo
- Średnica koła kierownicy - 380 mm

Miejsce pracy operatora:
- Kabina - ochronna typ 07S według PN-91/ R-36124, zgodna z PN-IS04252
- Dmuchawa - 2 biegowa
- Nagrzewnica - rurkowa-płytkowa
- Filtr powietrza - z wkładem papierowym
- Siedzisko operatora — fotelowe z amortyzacją sprężynową

Masy i rozkład mas (kg):
- Masa ciągnika gotowego do pracy bez dodatkowych mas obciążających, z kabina - 3600
- Rozkład masy przód/tył - 1525/2075
- Masa ciągnika gotowego do pracy z dodatkowymi masami obciążającymi, bez wody w ogumieniu, z kabiną - 4280
- Rozkład masy przód/tył - 1940/2340
- Obciążniki ramy przedniej - 8x45 + 1x80 = 440
- Obciążniki kół tylnych I/II - 2x30 = 60 / 4x50 = 200
- Masa wody w ogumieniu kół tylnych - 612
- Dopuszczalna masa całkowita - 5750
- Dopuszczalne obciążenie osi przedniej / tylnego mostu - 3000...5000 przy ładowaczu i max. 10 km/h / 7000
- Dopuszczalne masy ciągnione z układem hamulcowym powietrznym - 12 000

Pozostałe ważniejsze parametry (mm):
- Rozstaw osi - 2340
- Długość ciągnika bez / z obciążnikami ramy przedniej - 3850 / 4260
- Prześwit pod dolnym zaczepem transportowym - 290
- Szerokość ciągnika (przy rozst. kół 1515) - 2020
- Wysokość z tłumikiem / z kabiną - 2700 / 2540
- Licznik motogodzin - jedna motogodzina odpowiada pracy ciągnika w ciągu 1 godziny zegarowej przy prędkości obrotowej silnika 1500 obr./min